# Josef Straka (canottiere 1904)
Josef Straka (Mělník, 14 luglio 1904 – Litoměřice, 29 giugno 1976) è stato un canottiere cecoslovacco.

## Carriera
È stato vicecampione europeo ai Campionati europei di canottaggio 1929 nel singolo, e fu per tre volte medaglia di bronzo (nel 1925 nel due di coppia, nel 1927 nel singolo e nel 1932 nel quattro con).
Ha anche preso parte a due edizioni dei Giochi olimpici: Amsterdam 1928 nel singolo e Berlino 1936 nel due di coppia.
Anche il figlio, chiamato anch'egli Josef, è stato canottiere ed ha partecipato a due edizioni dei Giochi olimpici.